# Технические средства реабилитации

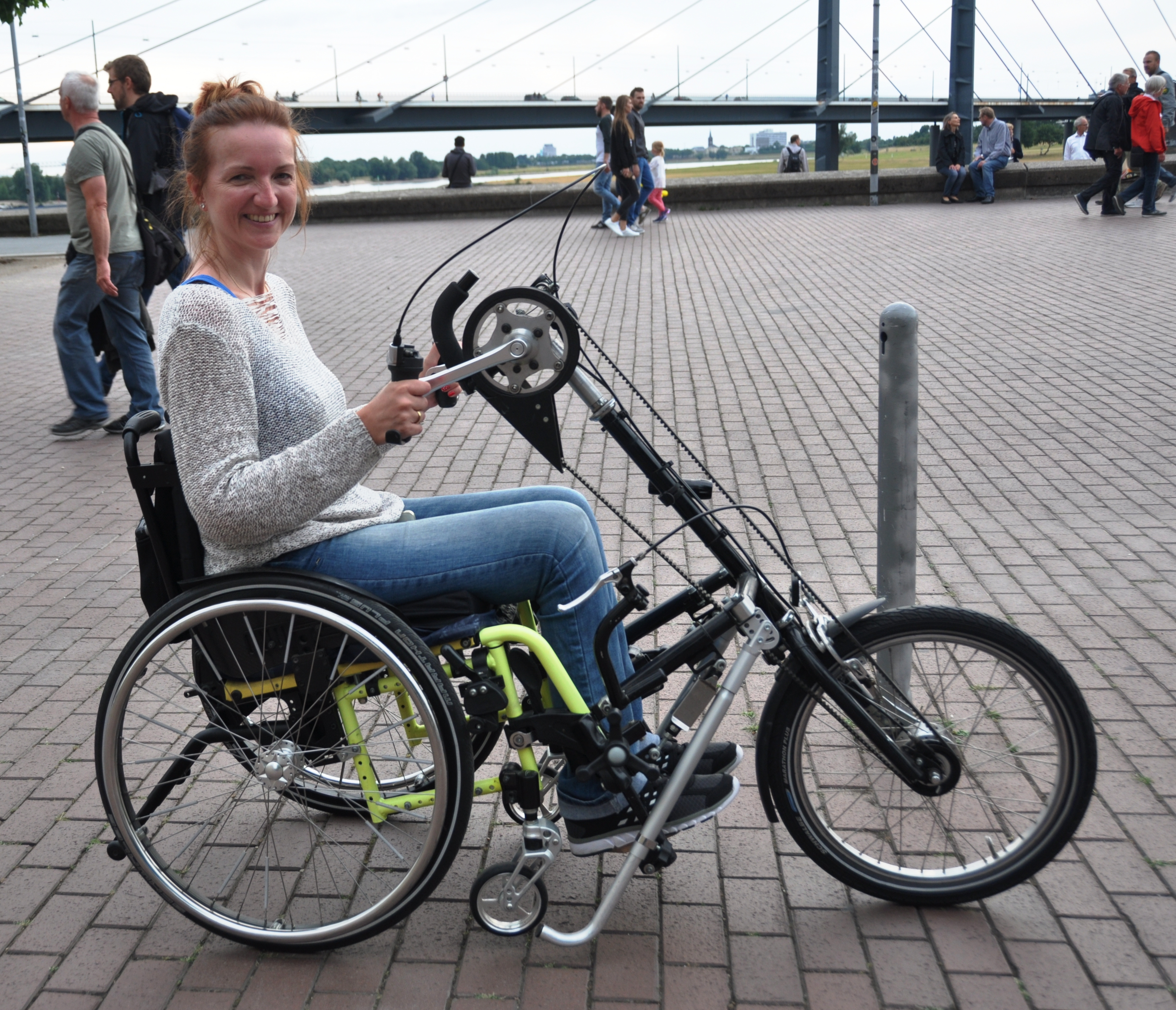

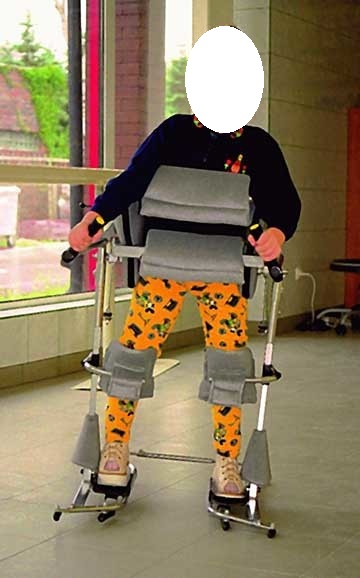
Аппарат на нижние конечности и туловище (динамический параподиум), использование

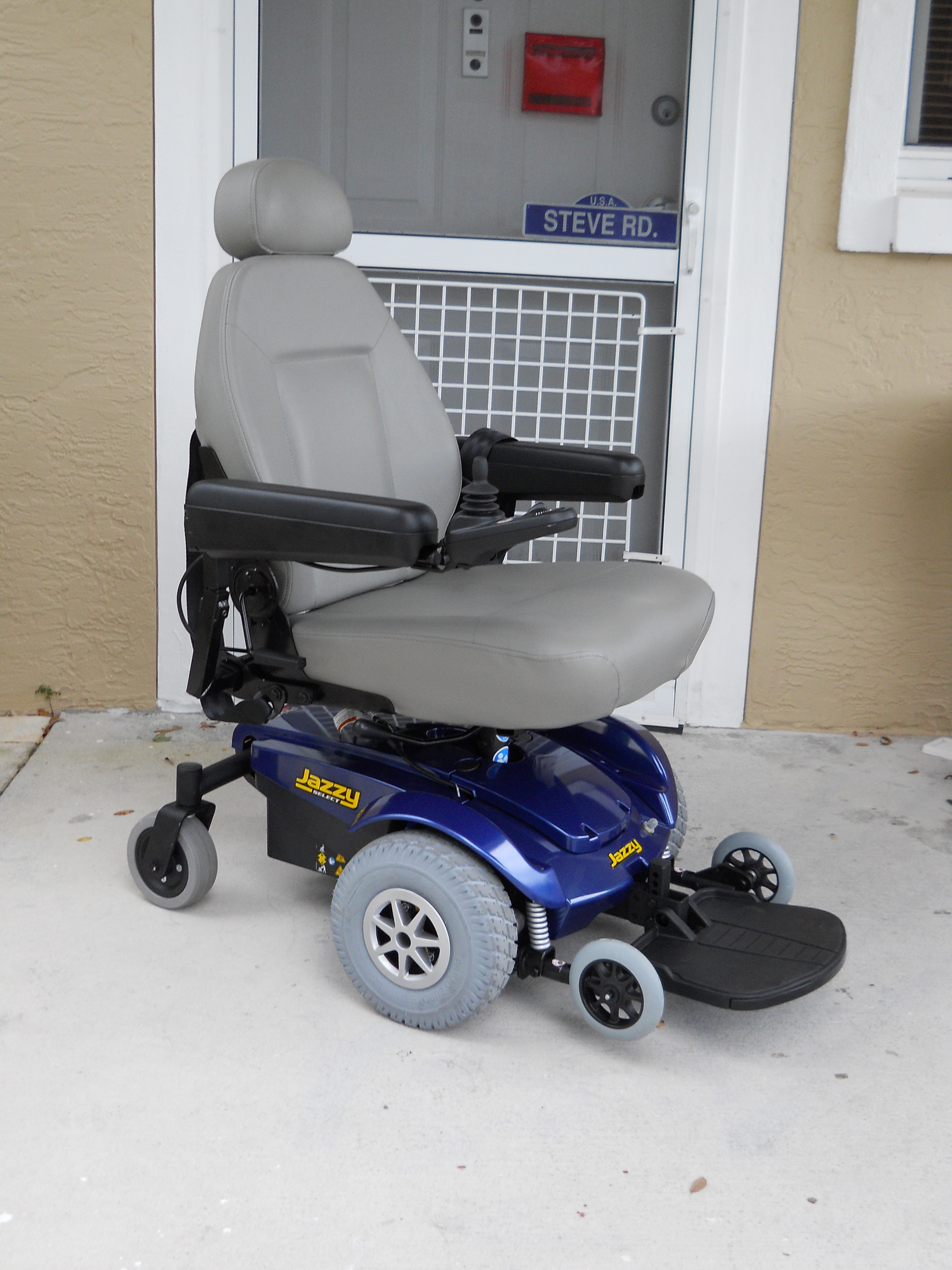
Типичное современное инвалидное кресло на аккумуляторной батарее.

Техни́ческие сре́дства реабилита́ции люде́й с ограниче́ниями жизнеде́ятельности (ТСР), реабилитацио́нные техноло́гии или вспомога́тельные техноло́гии — общее название средств для облегчения повседневной жизни людей с инвалидностью и другими ограничениями жизнедеятельности.
К техническим средствам реабилитации инвалидов относятся устройства, содержащие технические решения, в том числе специальные, используемые для компенсации или устранения стойких ограничений жизнедеятельности инвалида. (Федеральный закон от 24.11.1995 N 181-ФЗ (ред. от 24.07.2009) «О социальной защите инвалидов в Российской Федерации» (принят ГД ФС РФ 20.07.1995).

## Виды технических средств реабилитации
Техническими средствами реабилитации инвалидов являются:
- специальные средства для самообслуживания;
- специальные средства для ухода;
- специальные средства для ориентирования (включая собак-проводников с комплектом снаряжения), общения и обмена информацией;
- специальные средства для обучения, образования (включая литературу для слепых) и занятий трудовой деятельностью;
- протезные изделия (включая протезно-ортопедические изделия, ортопедическую обувь и специальную одежду, глазные протезы и слуховые аппараты);
- специальное тренажерное и спортивное оборудование, спортивный инвентарь.

Более полный актуальный перечень можно найти в Приказе Минтруда России от 13.02.2018 N 86н (ред. от 06.05.2019) "Об утверждении классификации технических средств реабилитации (изделий) в рамках федерального перечня реабилитационных мероприятий, технических средств реабилитации и услуг,..."
Номенклатура технических средств реабилитации определена ГОСТ Р 51079-2006 и насчитывает многие сотни наименований изделий, предназначенных для уменьшения ограничений жизнедеятельности инвалидов, расширения возможностей по самообслуживанию и уходу за инвалидами.
В Российской Федерации предоставление технических средств реабилитации инвалидам бесплатно за счет средств федерального бюджета, осуществляется
в соответствии с Федеральным законом от 24 ноября 1995 г. № 181-ФЗ «О социальной защите инвалидов в Российской Федерации».
Перечень реабилитационных мероприятий, технических средств реабилитации и услуг, предоставляемых инвалиду бесплатно утвержден распоряжением Правительства Российской Федерации от 30 декабря 2005 г. № 2347-р.
В Перечень включены технические средства востребованные наибольшим контингентом инвалидов.
В соответствии со статьями 7 и 11 Федерального закона «О социальной защите инвалидов в Российской Федерации» обеспечение инвалидов техническими средствами реабилитации осуществляется на основании индивидуальных программ реабилитации и абилитации (ИПРА), разрабатываемых учреждениями медико-социальной экспертизы (МСЭ) по месту жительства инвалида или по месту временной регистрации проживания и определяется Правилами обеспечения инвалидов техническими средствами реабилитации и отдельных категорий граждан из числа ветеранов протезами (кроме зубных протезов), протезно-ортопедическими изделиями, утвержденными постановлением Правительства РФ от 7 апреля 2008 г. N 240

## Обеспечение инвалидов техническими средствами реабилитации
Согласно вышеназванным Правилам обеспечение инвалида техническим средством реабилитации рекомендованной в ИПРА конструкции осуществляется бесплатно организацией, отобранной Фондом социального страхования Российской Федерации (далее — Фонд), в которую инвалиду Фондом выдается соответствующее направление, при этом инвалиду предоставляется право бесплатного проезда к месту получения технического средства реабилитации.
В соответствии с пунктом 4 Правил для получения рекомендованного в ИПРА технического средства реабилитации Вам необходимо обратиться в исполнительный орган Фонда, по месту жительства, предоставив заявление, паспорт и копию ИПРА.
Также, что согласно пункту п. 7 Правил инвалид может также самостоятельно приобрести (за собственный счет) рекомендованное в ИПР техническое средство реабилитации в любой организации, а не только там, куда выдано направление Фондом, с последующим получением в Фонде денежной компенсации. Размер компенсации определяется уполномоченным органом на основании последнего по времени размещения заказа на аналогичное техническое средство реабилитации. (См. Приказ Минздравсоцразвития России номер 57н.)
Выше перечисленный механизм действует во всех субъектах Российской Федерации. Исключение составляют двадцать один субъект, который заключил соглашения с Минтрудом  России о передаче осуществления части полномочий Российской Федерации по предоставлению мер социальной защиты инвалидам и отдельным категориям граждан из числа ветеранов, а также по оказанию государственной социальной помощи в виде социальных услуг по предоставлению при наличии медицинских показаний путевок на санаторно-курортное лечение и бесплатного проезда на междугородном транспорте к месту лечения и обратно.
К данным субъектам относятся: Москва, Ульяновская область, Иркутская область, Воронежская область, Самарская область, Саратовская область, Рязанская область, Удмуртская Республика. Все соглашения утверждены распоряжениями Правительства Российской Федерации.
В 2011 г. соглашения заключили следующие субъекты: Республики: Башкортостан, Татарстан, Чувашия, а также Амурская, Брянская, Калининградская, Курская, Московская, Омская, Орловская, Тамбовская, Тюменская, Челябинская области.

## Примеры ТСР

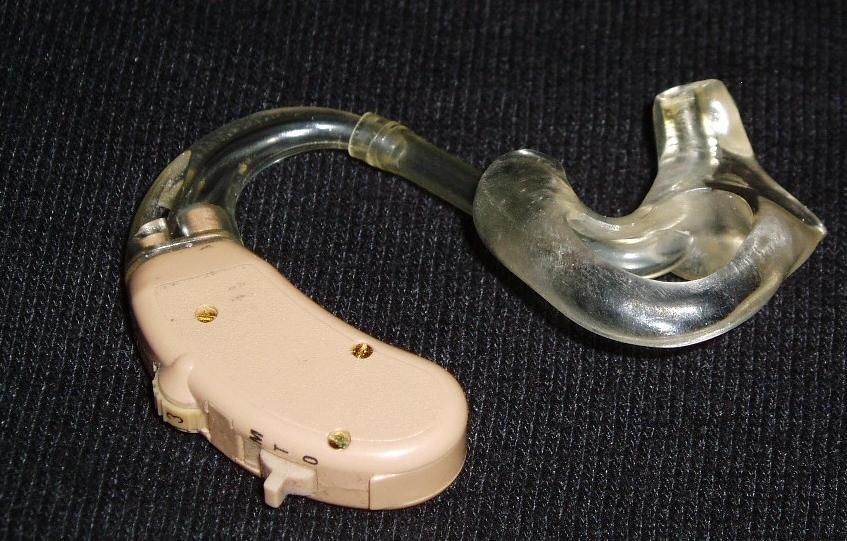
Слуховой аппарат

- Протезирование

Специальные средства при нарушении функций выделения
- Калоприемник
- Мочеприёмник

Речь, зрение
- Синтез речи
- Распознавание речи

Двигательная функция
- Поручни опорные (подвижные, стационарные)
- Инвалидное кресло / инвалидная коляска
- Пандус
- Ходунки
- Стабилометрические системы
- Экзоскелет фирмы Honda
- креслo-туалет
- противопролежневые матрацы

Слух
- Кохлеарный имплантат
- Слуховой аппарат
- Телевизоры и видеомагнитофоны с поддержкой скрытых субтитров.

Зрение
- vOIC — системы звуковой замены зрения.
- Биоэлектронные зрительные имплантаты.
- Тифломаркер — устройство для распознавания однообразных предметов с использованием меток и записанных голосовых сообщений.
- Специализированное абонентское устройство системы радиоинформирования и звукового ориентирования — специальное кнопочное устройство, которое позволяет взаимодействовать с системой радиоинформирования и звукового ориентирования. Например, система «Говорящий город».

### Программное обеспечение

#### Нарушение слуха
- Визуальные оповещатели
- Конверторы текста в сурдопоток

#### Нарушение зрения
Синтезаторы речи — различные озвучивающие текст или просто имеющие голосовой интерфейс программы. Простейшие программы озвучивают с помощью голосового движка текст из файлов различного формата или из буфера обмена.
Программы экранного доступа озвучивают или выводят на брайлевский дисплей интерфейс компьютерных программ и веб-сайтов, в том числе изначально разработанных для зрячих пользователей.

#### Нарушение опорно-двигательного аппарата
- подъемники
- компенсаторные ТСР
- Кресла-туалет
- Противопролежневые матрацы

Различное электронное оборудование и ПО для работы с компьютерной техникой.
- Возможно использование устройств телеприсутствия, например R.Bot 100[3] , для взаимодействия с людьми находящимися в другом месте.
- Wheelmap.org — некоммерческая благотворительная программа. На карте помечены здания, вокзалы (POI), оборудованные подъездами для инвалидов-колясочников. Контент доступен на сайте ввв и на мобильной платформе (iOS, Android).
- Enable Viacam — эмулятор компьютерной мыши.

#### Комплексные решения
- Windows — «Специальные возможности».
- Linux — ATK.
- Mac OS X — «Универсальный доступ».